# 金野潤 (柔道)
金野 潤（こんの じゅん、1967年3月20日 - ）は、日本の柔道家。選手として全日本選手権やアジア大会での優勝経験を持ち、日本大学柔道部監督および文理学部准教授を務める。

## 経歴

### 学生時代
東京都文京区に生まれ幼少時に埼玉県浦和市（のちのさいたま市）へ転居し、同県川口市で成長。市立芝中学校へ入学した当初の入部第1希望は水泳部だったが、すでに水泳部が定員で空きが無かったため、第2希望の柔道部に回されたのが柔道を始めるきっかけとなった。しかし中学時代の金野は芽が出ず、周囲の部員がスムーズに昇級・昇段する中、金野は昇級審査に2回、昇段審査に3回落ちたほか、先輩部員からも柔道部特有のかわいがり（いわゆるシゴキ）を受けている。
日本大学第一高等学校入学後も柔道部に入部。高校2年次に出場した関東大会の団体戦では後に永く日本一を競い合う一年年下の小川直也と対戦し、絞技で一本勝ちをしているが、金野は「お互い弱くてすごくレベルの低い試合だった（笑）」と当時を振り返る。地道な努力の結果一気に才能が開花した金野は続く3年次、本人が「柔道をやっていて良かったと思えた最初の経験」と述べる東京都大会個人戦優勝を果たしている。
高校卒業後は日本大学に進学すると、1986年の全日本ジュニアや全日本学生体重別選手権で準優勝し、一躍その名を知られた。一方で明治大学に進学した小川直也がこの頃から台頭し、以降、金野の最大のライバルとして立ちはだかる事となる。実際に高校時代の初対戦から大学2年まで4回続けて小川に勝利した金野だが、小川が補欠として参加した1987年世界選手権で優勝するなど勢いを付けると、金野にとって小川は非常に大きな壁となっていった。

### 逃した世界選手権出場
大学卒業後は綜合警備保障へ。1989年の太平洋選手権や1994年のアジア大会など国際大会で優勝するも、前述の通り小川が最大の壁となって世界選手権やオリンピックへの出場は叶わなかった。
国内最高峰の柔道大会といえる全日本選手権でも1990年3位、1991年は吉田秀彦を蟹挟で破って準優勝と安定した成績を残し、1992年こそ坐骨神経痛や肉離れにより初戦となる2回戦で三谷浩一郎に敗れたものの、同大会連覇中の小川を追う最有力候補とされた。
9月に第18回世界選手権開催を控えた1993年には、4月の全日本選手権で準優勝して小川とともに重量級・無差別級の代表確実と目された。しかし5月の全日本選抜体重別選手権で金野は関根英之に敗れ、土壇場で世界への切符を逃がしてしまう。この時の事を金野は「4月の全日本選手権の結果から代表は小川と金野で決まりという雰囲気に流され、心の中に油断が生まれた」と述懐し、練習後には慢心から家で笑みすら浮かべていた当時の自分を悔いて「あれほど自分が情けなかった事はない」「自分で自分が許せなかった」と述べている。
柔道修行の一環としてサンボも経験していた金野は、世界選手権と同じ9月に開催された第19回全日本サンボ選手権大会（100 kg超級）に出場し、代表落選の鬱憤を晴らすかのように優勝を果たすのが精一杯だった。

### 2度の全日本制覇
6畳一間のアパートで独り逆風に耐える金野だったが、勤め先である綜合警備保障の上司夫妻など周囲から励ましされた事がきっかけとなりドン底から這い上がる決意をする。また1992年の全日本選手権後に長期休養した際に目にした剣術書の“刀剣短くんば前に出よ”の言葉に感銘を受け、重量級では比較的小柄な金野なりの勝ち方を研究して勝敗に徹する試合運びを創意工夫した。
迎えた1994年のまだ講道館柔道試合審判規定で実施されていた全日本選手権では、準決勝で小川を破った吉田秀彦との決勝戦で、自身より遥かに軽量の吉田に対して金野は蟹挟を仕掛け、これにより吉田は膝を負傷。金野はさらにケンカ四つの立ち姿勢から腕挫腋固をかけて吉田の肘関節を負傷（これにより釣手を痛めた吉田はこの試合で得意技の内股が殆ど出なくなった）させると吉田が蟹挟をやり返した。金野も2発目・3発目の蟹挟を掛けるなどした。この試合中に気迫溢れる両者が睨み合いとなり武道館内を騒然とさせたシーンは、全日本選手権史の名勝負として多くの人々の記憶に残る。結果は旗判定により、金野が悲願の初優勝を飾った。
なお、後日雑誌のインタビューにて金野は、「あの時の吉田君は凄かった。パワーも重量級と互角で、技のキレも抜群。内股を受けた時には背中に寒気が走った。」「あの時は館内の99%が吉田君の応援で、（自分の）優勝を喜んでくれたのは日大関係者だけだった。」と述懐している。また、試合後には全国の柔道ファンから抗議の手紙も多く届いたようだ。
1997年大会では、絶対王者・小川の引退後という事もあり、大会パンフレットでも『柔道、新時代』と銘打つなど篠原信一、真喜志慶治ら若手の活躍が注目された。しかし、1988年より10年連続10回目の出場を迎えた30歳の金野が中村佳央や三谷浩一郎、増地克之ら強豪を下し、決勝戦では天理大学学生の村元辰寛を破って自身2度目の優勝を果たした。大会後の雑誌インタビューで「旧石器時代に引き戻してしまいました」と金野。同大会で30歳代での優勝は、1974年の佐藤宣践以来、実に23年振りの快挙であった。
結局、全日本選手権には、引退までに当時史上最多となる12度の出場を数えた。

### 指導者として
引退後は柔道修行のため1年間米国へ留学し、サンフランシスコにあるデビット松本の道場を拠点に柔道指導を行った。帰国後は綜合警備保障柔道部監督を経て、2003年より母校・日本大学柔道部のコーチに就任。のちに同大男子柔道部監督として、同じく日大OBで総監督の高木長之助らと共に後進の指導に当たっている。米国時代の経験から、指導の際には選手の話に耳を傾ける事をモットーとし、大会や遠征の際には選手が自分自身を見つめ直すため、そして金野が選手への理解を深めるためにレポートの提出を義務付けている。
また、金野は父親が岩手県陸前高田市の出身であった関係で同市のふるさと大使を務めており、東日本大震災後に陸前高田市内で開催した柔道教室では「陸前高田の柔道の灯をともし続けて欲しい」とエールを送った。
その後、2016年のリオデジャネイロオリンピックには自身の教え子である原沢久喜（日本大学卒、日本中央競馬会所属）が出場し、金野はスポーツニッポン評論家として原沢の戦いを評した。
大会後の9月14日、金野は2020年東京オリンピックへ向けた全日本柔道連盟の強化スタッフに入り、それまで山下泰裕連盟副会長が兼務していた強化委員長のポストに起用されることとなった。オリンピック・世界選手権への出場経験がない柔道家として異例とも言える抜擢人事を受けた金野は「東京オリンピックへ向け、（井上・増地）男女両監督とも力を合わせて成功させたい」とし、柔道界以外からのアドバイザー及び外国人のコーチ招聘など新しい強化方針を打ち出すことを語っている。

## 主な成績
- 1986年：世界ジュニア選手権（95 kg超級） 2位
- 1989年：環太平洋選手権（95 kg超級） 優勝
- 1990年：嘉納治五郎杯 （95 kg超級）準優勝
- 1990年：全日本選手権 3位
- 1991年：アジア選手権　（無差別） 優勝
- 1991年：全日本選手権 準優勝
- 1993年：全日本選手権 準優勝
- 1993年：アジア選手権（95 kg超級） 優勝
- 1994年：全日本選手権 優勝
- 1994年：アジア大会（95 kg超級） 優勝
- 1997年：アジア選手権（95 kg超級） 優勝
- 1997年：全日本選手権 優勝
- 1998年：講道館杯（100 kg超級） 優勝